# Jutta Heine
Jutta Heine (Stadthagen, República Federal Alemana, 16 de septiembre de 1940) es una atleta alemana especializada en la prueba de 200 m, en la que consiguió ser campeona europea en 1962.

## Carrera deportiva
En el Campeonato Europeo de Atletismo de 1962 ganó tres medallas: oro en los 200 metros —corriéndolos en un tiempo de 23.5 segundos que fue récord de los campeonatos, llegando a meta por delante de la británica Dorothy Hyman y la polaca Barbara Sobotta—, plata en los 100 metros —con un tiempo de 11.3 segundos, siendo adelantada por la británica Dorothy Hyman, y por delante de la polaca Teresa Ciepły—, y también plata en los relevos 4 × 100 m, llegando a meta tras Polonia y por delante de Reino Unido.